# Sambi (Ringinrejo)
Sambi is een bestuurslaag in het regentschap Kediri van de provincie Oost-Java, Indonesië. Sambi telt 3760 inwoners (volkstelling 2010).